# کاتال (فیلم)
کاتال (به هندی: Kathal) (انگلیسی: Jackfruit) (به معنی نان صحرایی یا جک‌فروت) یا با نام کاتال - راز جک‌فروت، یک فیلم هندی طنز کمدی-درام هندی-زبان است که در سال ۲۰۲۳ به نمایش درآمد، نویسندگی این فیلم را آشوک میشرا و کارگردانی آن را یاشواردان میشرا برای پلت‌فرم نتفلیکس بر عهده داشتند. فیلم کاتال توسط شبها کاپور، اکتا کاپور، گونیت مونگا و آچین جین تحت نشان بالاجی موشن پیکچرز و سیکیا انترتینمنت تولید شد. بازیگران اصلی سانیا مالهوترا، آنانت وی جوشی، ویجای راز، راجپال یاداو، بریجندرا کالا، نیها صراف و راغوبیر یاداو هستند. فیلم در روز ۱۹ مهٔ ۲۰۲۳ از طریق پلت‌فرم نتفلیکس به نمایش درآمد.